# Echyra lokobensis
Echyra lokobensis är en skalbaggsart som beskrevs av Marc Lacroix 1997. Echyra lokobensis ingår i släktet Echyra och familjen Melolonthidae. Inga underarter finns listade i Catalogue of Life.